# Яльчикское сельское поселение
Яльчикское сельское поселение (чув. Елчĕк ял тăрăхĕ) — упразднённое муниципальное образование в составе Яльчикского района Чувашской Республики.
Административный центр — село Яльчики.

## Географические данные
Территория поселения расположена в пределах Чувашского плато (часть Приволжской возвышенности) и представляет собой холмистое плато, расчленённое долинами рек и оврагами на ряд пологих увалов и возвышенностей.
Почвы преимущественно чернозёмные (73 %) и серые лесные (16,5 %), менее распространены дерновые и дерновоподзолистые почвы.
Природные условия, в целом, благоприятны для ведения сельского хозяйства. В агрохимическом отношении район характеризуется значительной теплобеспеченностью и достаточной увлажненностью. В отдельные годы возможны засухи.

### Климат
Климат сельского поселения умеренно континентальный с устойчиво морозной зимой (снежный покров до 5 месяцев) и тёплым, иногда жарким, летом. Среднегодовая температура 3-3,4 °C, средняя температура января −13,6 °C (абсолютный минимум −46 °C), средняя температура июля 19,6 °C (абсолютный максимум 39 °C). За год в среднем выпадает 471 мм осадков, но крайне неравномерно. Снежный покров держится около 5 месяцев.

## История
Образовано 1 января 2006 года.

## Население
| 2007  | 2010  | 2012  | 2013  | 2014  | 2015  | 2016  | 2017  | 2018  |
| ----- | ----- | ----- | ----- | ----- | ----- | ----- | ----- | ----- |
| 5102  | ↘4843 | ↘4739 | ↘4687 | ↘4593 | ↘4559 | ↘4532 | ↘4405 | ↘4348 |
| 2019  | 2020  | 2021  |       |       |       |       |       |       |
| ↘4281 | ↘4181 | ↘4135 |       |       |       |       |       |       |

## Состав сельского поселения
| № | Населённый пункт  | Тип населённого пункта       | Население |
| - | ----------------- | ---------------------------- | --------- |
| 1 | Апанасово-Темяши  | деревня                      | ↗404      |
| 2 | Байдеряково       | село                         | ↗899      |
| 3 | Новое Булаево     | деревня                      | ↗314      |
| 4 | Новое Тойдеряково | деревня                      | ↗406      |
| 5 | Тоскаево          | деревня                      | ↗568      |
| 6 | Яльчики           | село, административный центр | ↗2705     |

## Местное самоуправление
Главы сельского поселения
- с 1 января 2006 года - Алина Геннадьевна Смирнова

## Социальная инфраструктура
Социальная инфраструктура поселения включает следующие организации и объекты:
- Яльчикская средняя общеобразовательная школа
- Байдеряковская основная общеобразовательная школа
- Апанасово-Темяшенский филиал Байдеряковской ООШ
- Детско-юношеская спортивная школа им. А. В. Игнатьева (с. Яльчики)
- Физкультурно-оздоровительный комплекс «Улăп»
- Яльчикская детская школа искусств
- Детский сад «Солнышко» (с. Яльчики)
- Детский сад «Чебурашка» (с. Яльчики)
- Детский сад «Илем» (с. Байдеряково)
- Апанасово-Темяшенский дом ремесел
- Байдеряковский сельский дом культуры
- Новобулаевский сельский клуб
- Новотойдеряковский сельский дом культуры
- Тоскаевский сельский дом культуры
- Яльчикский районный дом культуры
- Байдеряковская сельская модельная библиотека
- Новотойдеряковская сельская модельная библиотека
- Яльчикская районная детская модельная библиотека
- Яльчикская районная модельная библиотека
- Яльчикская центральная районная больница
- Апанасово-Темяшский фельдшерско-акушерский пункт
- Байдеряковское отделение общей врачебной (семейной) практики
- Новотойдеряковский фельдшерский пункт
- Яльчикский народный театр
- Байдеряковский народный хор
- Яльчикский историко-краеведческий народный музей
- Яльчикский почтамт
- Дом детского и юношеского творчества (с. Яльчики)
- Гостиница «Була» (с. Яльчики)
- ПКиО «Ырзамай»

## Экономика
На территории поселения расположены предприятия:
- Яльчикская автостанция «Автовас»
- ОАО "Агрофирма «Яльчикский крахмал»
- ООО «Апанасово-Темяшенский кирпичный завод»
- ЗАО "Межхозяйственная строительная организация «Яльчикская»
- ООО «Яльчикский хлебозавод»
- ЗАО «Прогресс» — производство зерна, картофеля, овощей, мяса и молока
- ПК "Дорожно-передвижная механизированная колонна «Яльчикская»
- ЗАО "НПО «Промсервис» — производство сухих буровых смесей
- МУП "Рынок «Яльчикский»
- ООО «Чувашъенкрахмал»
- ЗАО «Яльчикский кирпичный завод» (ООО «Кирпич»
- ООО «Яльчикский коопторг» — 11 магазинов, 7 предприятий общепита
- ОАО «Яльчикский сыродельный завод»
- Предприятия индивидуальных предпринимателей